# Deinacrida fallai
Deinacrida fallai är en insektsart som beskrevs av John Tenison Salmon 1950. Deinacrida fallai ingår i släktet Deinacrida och familjen Anostostomatidae. IUCN kategoriserar arten globalt som sårbar. Inga underarter finns listade i Catalogue of Life.